# 金剛的逆襲
《金剛的逆襲》（日文原名：キングコングの逆襲）是1967年7月22日上映的日本電影，

## 劇情概要
北極基地的秘密組織，ドクター・フー博士在此建造機械剛，同時聯合國特遣核能潛艇Ekusupuroa號去北海探索石油的來源，結果隊員尼爾森，野村和珊發現島上的金剛和哥羅龍正在打鬥，當他們要離開的時候，被大海蛇阻住了去路，而金剛也突然下海去扭打大海蛇，可是三人卻被ドクター・フー博士給囚禁了起來，而博士的計畫是要控制金剛，好阻擾各國前去探索石油資源的大陰謀，派直升機投冷媒炸彈好讓金剛昏迷再將牠也囚禁起來，怎奈金剛完全不聽博士的話，處處想要掙脫，只好出動機械剛把金剛解決掉，雙方在東京鐵塔展開大戰，最後終於大敗機金剛及博士的秘密組織，回到小島去了

## 登場怪獸
- 金剛
- 機械剛
- 哥羅龍
- 大海蛇

## 演員
- 野村次郎:宝田明
- カール・ネルソン:安德魯·修斯
- スーザン・ワトソン:Linda Miller
- マダム・ピラニヤ:浜美枝
- ドクター・フー:天本英世

## 製作人員
- 監製:田中友幸
- 監督:本多猪四郎
- 特技監督:圓谷英二
- 腳本:馬淵薫
- 音樂:伊福部昭
- 金剛:中島春雄
- 機械剛,哥羅龍:關田裕